# Ratos de Porão
Ratos de Porão est un groupe brésilien de punk rock, thrash metal et punk hardcore, originaire de São Paulo. Ils sont formés en 1981, ont tourné en Amérique du Sud, en Amérique du Nord, en Asie et en Europe et continuent de jouer. Leur composition de base de João Gordo au chant et de Jão à la batterie et plus tard aux guitares reste pratiquement la même depuis le début du groupe.

## Histoire

### Débuts (1981–1984)
Ratos de Porão, ou simplement RxDxPx, est formé en novembre 1981 à São Paulo,,,,,, au milieu de la scène punk rock brésilienne, aux côtés de groupes tels que Olho Seco, Cólera, Inocentes, Garotos Podres et Lobotomia. Directement influencé par les groupes street punk britanniques tels que Discharge, GBH, The Varukers et les groupes suédois et finlandais tels que Anti Cimex et Kaaos, ils commencent à écrire des morceaux qui critiquent la société brésilienne, un concept révolutionnaire à l'époque. Leur style musical est considéré comme l'un des plus bruts de leur scène (parce que d'autres groupes tels que Cólera et Garotos Podres étaient plus « punk rock » que « punk hardcore »).
Leur premier album sort en 1983, et s'intitule Crucificados pelo sistema. Sorti sur le label Ataque Frontal, il est l'un des albums hardcore les plus vendus à sortir du pays, et est rapidement considéré comme un classique punk dans le monde entier. La formation était composée de João Gordo (chant), Mingau (guitare - plus tard dans de nombreux groupes punk et pop au Brésil), Jabá (basse) et Jão (batterie). Peu de temps après, avec la chute de la scène punk de São Paulo (en raison de la violence des gangs associée), le groupe se sépare et depuis lors, João Gordo est accusé d'avoir vendu et trahi l'éthique DIY du mouvement punk hardcore pour plusieurs raisons présumées ; il explique : « Je suis un traidor depuis 1983, parce que j'ai dit aux gars que je jouais du hardcore, pas du punk. Ensuite, j'ai été catégorisé. [...] C'est de la discrimination ».

### Période crossover thrash (1985–1994)
En 1985, RxDxPx revient, mais avec une programmation et un son différents. Ils apportent du thrash metal à leur musique, influencé par des groupes tels que Slayer, Exodus, Kreator et des groupes hardcore du monde entier qui étaient également en transition vers un son plus thrash metal, comme Suicidal Tendencies, DRI, English Dogs, Cro-Mags, Agnostic Front et d'autres (y compris des groupes brésiliens tels que Lobotomia et Armagedom). Jão passe à la guitare et un vieux punk nommé Spaghetti (qui adopte ensuite le style thrash metal) le remplace à la batterie. Par la suite, ils sortent l'album Descanse Em Paz sur Baratos Afins[Quand ?].
Avec leur nouveau son, ils commencent à s'associer davantage avec des groupes de heavy metal, se liant d'amitié avec les fans de longue date de RxDxPx Sepultura et d'autres groupes de la scène metal brésilienne des années 1980, dont Korzus et Anthares. Leur prochaine sortie en studio avec Baratos Afins Records, Cada Dia Mais Sujo e Agressivo en 1987, est également publiée en version anglaise (Dirty and Aggressive) (le groupe craignait que leur anglais soit si grammaticalement inexact que bon nombre de leurs fans natifs anglophones pourrait ridiculiser leurs paroles traduites). Cette version reprend le tempo de batterie D-beat du groupe.
En 1989, ils signent pour Roadrunner Records à la demande d'Igor Cavalera de Sepultura, qui a joué l'une des bandes du groupe pour les dirigeants du label. RxDxPx see rend ensuite en Allemagne pour enregistrer leur prochain album studio, Brasil . Avec la production de Harris Johns de Voivod et Tankard, la qualité de production du groupe s'est considérablement améliorée par rapport à leurs versions précédentes; l'instrumentation était nettement plus technique.
En 1990, ils retournent en Allemagne pour enregistrer leur dernier album avec la programmation «classique» de João Gordo, Jão, Jabá et Spaghetti. Avec Harris Johns agissant à nouveau en tant que producteur, leur prochain album intitulé Anarkophobia est critiqué par certains fans pour être la sortie la plus métallique du groupe à ce jour, ayant des compositions de chansons considérablement plus complexes et longues et une musicalité plus technique. Néanmoins, Anarkophobia accroit sa visibilité sur la scène metal mondiale du début des années 1990.
Mais au milieu de 1991, ils effectuent leur premier changement de line-up depuis des années, Spaghetti quittant le groupe, citant qu'il avait été « fatigué de la vie musicale ». Ils auditionnent plusieurs batteurs pour le remplacer, y compris Beto Silesci de Korzus , mais le groupe décide que le style de Silesci était trop métal pour la nouvelle direction qu'ils prévoyaient de poursuivre. Silesci est à son tour remplacé par Boka de la Plage Santos thrash et death metal Psychic Possessor. En 1992, RxDxPx sort son premier album live officiel, intitulé Ao Vivo, avec un clip correspondant au morceau Aids, Pop, Repressão qui est massivement diffusé dans l'émission Furia Metal de MTV (l'équivalent brésilien de Headbangers Ball).
Au déclin de la scène thrash, sous tension et problèmes personnels (Jabá a quitté le groupe et ils avaient un gros problème de drogue), ils entrent en studio en 1994 pour enregistrer leur seul album « avec toutes les paroles en anglais », intitulé Just Another Crime in Massacreland . L'album subit une production mince et une faible promotion par le label, et ce fut une période difficile dans la vie de RxDxPx[réf. nécessaire].

### Nouvelle phase (depuis 1995)

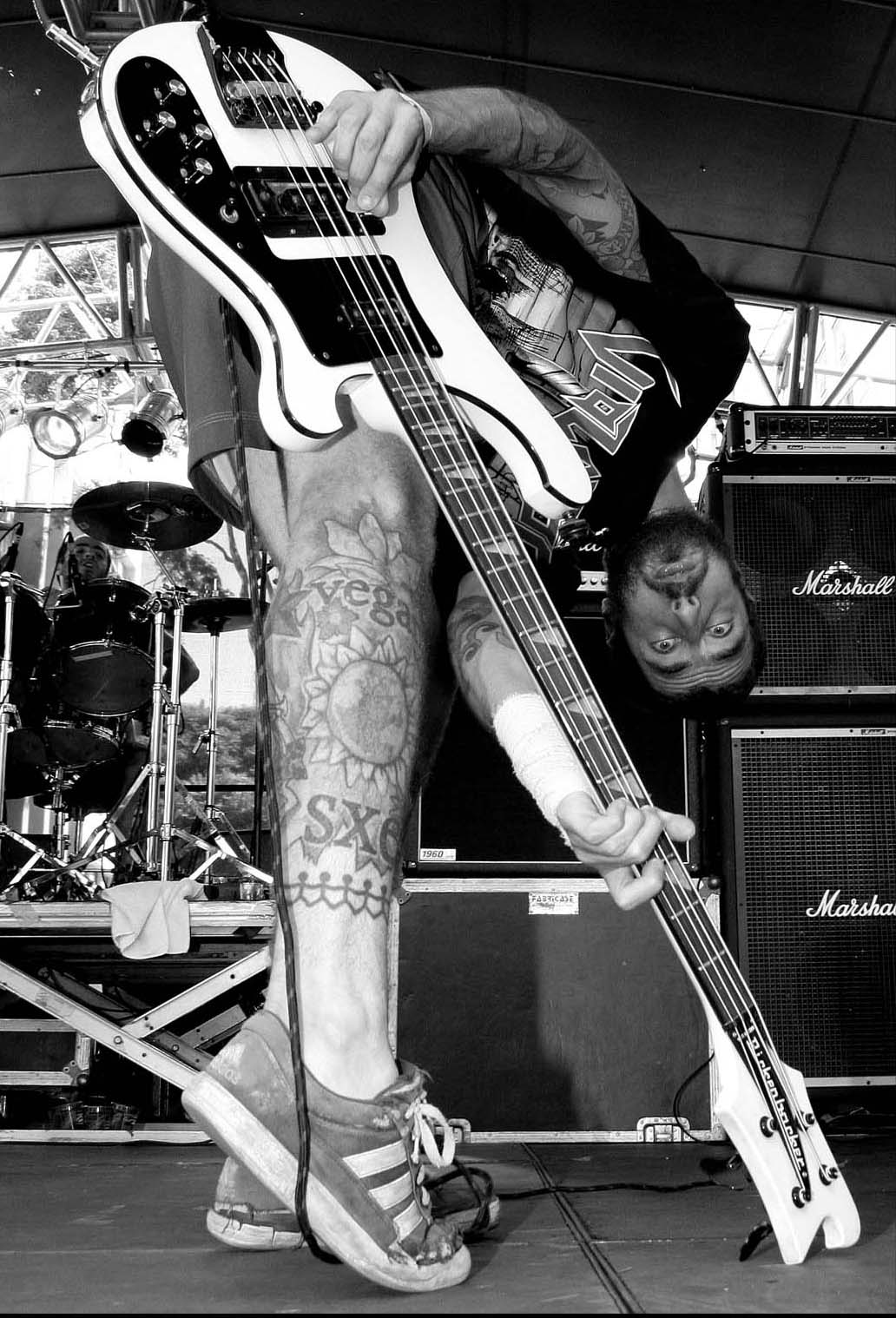
Juninho et Boka en 2007.

Après le départ de Jabá, le groupe avait plusieurs bassistes différents, et enregistre un album studio avec seulement des reprises de punk rock et punk hardcore intitulé Feijoada Acidente? , clin d'oeil à l'album The Spaghetti Incident? de Guns N' Roses. La feijoada est un aliment traditionnel du Brésil, un ragoût à base de haricots et de porc). Il y a deux versions de cet album : l'une couvrant uniquement des groupes brésiliens tels que Olho Seco, Lobotomia, Garotos Podres, entre autres; et un ne couvrant que les groupes non brésiliens tels que GBH, Black Flag, Anti-Cimex, Minor Threat, entre autres. À cette époque, Walter Bart (qui jouait dans un groupe punk appelé Não Religião) et Pica Pau, qui est resté dans le groupe jusqu'en 1999, joue de la basse.
Sorti en 1997, Carniceria Tropical marque un retour aux paroles hardcore et en portugais, et le groupe retrouve son ancien succès. La même année, João Gordo commence à travailler comme VJ pour MTV Brésil. En 1999, le bassiste Cristian (Fralda), qui jouait dans le groupe de punk rock Blind Pigs rejoint le groupe, et ils entrent en studio pour réenregistrer leur premier album, et appellent cet album Sistemados Pelo Crucifa (un jeu de mots sur le titre original de l'album, Crucificados Pelo Sistema). La couverture avant est conçue par le bassiste Korzus Dick.
En 2002, ils sortent l'album Onisciente Coletivo, et reviennent pour être plus amicaux avec le thrash metal, mêlant les années 1980 aux visages des années 1990. Le bassiste Cristian (Fralda) part rejoindre l'ancien groupe hardcore, crossover, thrash Lobotomia. À sa place entre un vieux musicien underground, le bassiste Paulo Júnior, qui joue toujours avec son groupe hardcore appelé Discarga et guitariste de Point of no Return. En 2006, ils sortent Homem Inimigo Do Homem. 
Le 13 août 2013, Ratos de Porão annonce sur sa page Facebook travailler sur un nouvel album.  Intitulé Século Sinistro, l'album sort le 27 mai 2014,.
En 2015, sort le documentaire 30 Anos - Crucificados pelo Sistema sur le premier album du groupe. La même année, le groupe se produit à Caracas, lors d'un festival organisé par le président vénézuélien Nicolás Maduro.
En 2019, le groupe part en tournée pour célébrer les 30 ans de l'enregistrement de l'album Brasil, enregistré en juin 1989, jouant l'album dans son intégralité. Le 28 novembre 2020, le groupe organise un concert en direct pour commémorer le 40e anniversaire de sa carrière, enregistré dans le studio Family Mob et diffusé gratuitement sur Internet, avec une présentation du journaliste Marco Bezzi et des apparitions spéciales d'Andreas Kisser (Sepultura), Mano Brown (Racionais MC's), Rodrigo Lima (Dead Fish), Supla et d'autres,,.
En novembre 2021, le groupe revient sur scène avec une série de concerts, jouant un album par soir à São Paulo, du premier, Crucificados pelo Sistema, au cinquième, Anarkophobia. 
Le 13 mai 2022, le groupe sort un nouvel album intitulé Necropolítica,,. Les morceaux cherchent à refléter la réalité actuelle du Brésil et du monde, avec un contenu critique et provocateur dans les paroles. L'album est enregistré numériquement, contrairement aux autres albums qui sont enregistrés sur bande. De plus, pour la première fois, les chansons sont écrites séparément, sans que tout le groupe ne soit réuni en studio. L'idée d'enregistrer l'album naît lorsque Jão laisse tomber son téléphone portable dans les toilettes et qu'il envoie rapidement les bases de guitare qu'il avait créées aux autres membres avant que le téléphone ne cesse de fonctionner. Le groupe se rend alors compte qu'il y avait suffisamment de morceaux pour un nouvel album.
Le 2 septembre 2022, le groupe se produit sur la scène Supernova du Rock in Rio, aux côtés des groupes Crypta, Surra et Matanza Ritual,,,,.
En 2023, le groupe sort l'EP Isentön Päunokü, contenant des versions de chansons du groupe finlandais Terveet Kädet (le titre est en portugais, et est orthographié pour ressembler en finnois). Dix titres d'une durée de 7 minutes et 49 secondes sont traduits en portugais, tous issus du troisième EP sorti en 1982, Ääretön Joulu, ainsi que les titres Vapaa Pohjola et Ei Enään Koskaan Sotaa, issus respectivement du premier et du deuxième EP.

## Carrière parallèle de João Benedan
Le chanteur principal João Benedan (mieux connu sous le nom de João Gordo) est un ancien VJ bien connu sur MTV Brésil, et travaille ensuite chez Rede Record dans une émission télévisée de comédie intitulée Legendários (portugais pour Legendaries). Il apossède désormais une chaîne YouTube où il anime un talk-show et cuisine des plats végétaliens, appelé Panelaço.

## Membres

### Membres actuels
- João « Jão » Carlos Molina Esteves – guitare (depuis 1981)
- João « Gordo » Francisco Benedan – chant (depuis 1983)
- Maurício « Boka » Alves Fernandez – batterie (depuis 1991)
- Paulo « Juninho » Sergio Sangiorgio Júnior – basse (depuis 2004)

### Membres fondateurs
- Chiquinho – chant (1981)
- Roberto « Betinho » Massetti – batterie (1981–1983)
- Jarbas « Jabá » Alves – basse (1981–1993)
- Rinaldo « Mingau » Amaral – guitare (1982)
- Nelson « Spaghetti » Evangelista Jr. – batterie (1986–1991)
- Walter Bart – basse (1993-1994)
- Rafael « Pica-Pau » Piccoli Lobo – basse (1995–1999)
- Christian « Fralda » Wilson – basse (2000–2004)

## Discographie

### Albums studio
- 1982 : Crucificados pelo Sistema
- 1986 : Descanse em Paz
- 1987 : Cada Dia Mais Sujo e Agressivo
- 1989 : Brasil
- 19941 : Anarkophobia
- 1994 : Just Another Crime... in Massacreland'
- 1995 : Feijoada Acidente? - Brasil
- 1995 : Feijoada Acidente? - International
- 1997 : Carniceria Tropical
- 2000 : Sistemados pelo Crucifa
- 2001 : Guerra Civil Canibal
- 2002 : Onisciente coletivo
- 2006 : Homem Inimigo do Homem
- 2010 : Ratos de Porao / Looking for An Answer
- 2014 : Século Sinistro
- 2022 : Necropolítica
- 2023 : Isentön Päunokü

### Compilations
- 1982 : Sub
- 1989 : Sanguinho Novo... Arnaldo Baptista Revisitado (a contribué au morceau Jardim Elétrico)
- 1984 : World Class Punk
- 1985 : Ataque sonoro
- 1999 : Periferia - 1982
- 2000 : Só crássicos
- 2000 : South America in Decline
- 2012 : No Money, No English

### Albums live
- 1982 : O começo do fim do mundo
- 1985 : Ratos de Porão/Cólera (en live à Lira Paulistana)
- 1992 : RDP ao vivo
- 2003 : Ao vivo no CBGB